# 子茂
子茂，古稱為梓茂、水磨，是台灣雲林縣元長鄉的一個傳統地域名稱，位於該鄉西北半葉的東北部。相較於今日行政區，其範圍大致包括子茂村不含北端及南端中段、長北村北部凸出部分的東端，以及土庫鎮埤腳里西南端。

## 歷史
台灣清治末期至日治初期，子茂地區為一（舊制）街庄，稱為「子茂庄」，隸屬於白沙墩堡。該庄北與後湖庄為鄰，東北與埤腳庄為鄰，東南與糞箕湖庄為鄰，南邊為頂藔庄、元長庄，西邊為山仔內庄。
1901年（日治明治三十四年）11月，全台廢縣廳改設二十廳，該庄隸屬於斗六廳。1903年（明治三十六年）6月，該庄編入「元長區」，隸屬於斗六廳。1909年（明治四十二年）10月，合併二十廳為十二廳，元長區改隸屬於嘉義廳。1920年（大正九年），全台地方制度大改正，廢十二廳改設五州二廳，該庄改制為「子茂」大字，隸屬於臺南州北港郡（新制）元長庄。
戰後元長庄改制為元長鄉，隸屬於臺南縣，大字亦改制為村。1950年10月，雲、嘉、南分治，元長鄉改隸屬雲林縣。

## 聚落
本地區發展較早的聚落為子茂、三坎店（三民）等，在日治期初期的官方地圖上已有記載。

## 交通
省道台78線即「東西向快速公路－台西古坑線」，是雲林縣境內的東西向快速公路，大致以橫向蜿蜒經過本地區北部邊界外不遠處，並在北鄰後湖境內的省道台19線交會處設有元長交流道。由此向西南西蜿蜒而行可前往東勢鄉、臺西鄉並止於省道台61線（西部濱海快速公路）交會處的台西交流道；向東北東蜿蜒而行可前往土庫鎮、虎尾鎮、斗南鎮、大埤鄉、古坑鄉，並止於國道3號古坑系統交流道；其間亦可於斗南鎮、大埤鄉交界處的雲林系統交流道轉接國道1號前往台灣西部南北各地。
省道台19線又稱「中央公路」，是彰化至台南永康的幹道，大致以東北微北—西南微南走向轉北向南經過本地區西部邊界外不遠處。由該道路向東北微北經省道台78線（東西向快速公路－台西古坑線）元長交流道後可前往襃忠鄉、崙背鄉、二崙鄉西北部、竹塘鄉等地；向南可前往元長鄉市區、北港鎮、六腳鄉、朴子市等地。
縣道160號是四湖鄉三條崙至土庫鎮無底潭的道路，大致以西南西—東北東走向轉西北西—東南東走向經過本地區南部，並穿越子茂聚落。由該道路向西南西可前往元長鄉市區、四湖鄉並止於三條崙；向東南東可前往土庫鎮西南部糞箕湖地區的無底潭並止於縣道145號路口。
鄉道雲100線是潭東至土庫的道路，大致以西微北—東微南走向由本地區西部邊界入境，至三坎店聚落轉東北東再轉東微北穿越聚落，至聚落東側鄉道雲109線路口轉北北西與其共線約30公尺，至路口轉東出聚落並直行以至出境。由該道路向西微北可前往山子內地區中部的葱仔寮聚落、合和、元長西端、潭內地區，並止於該地區瓦磘（潭東）聚落的鄉道雲166線路口；向東轉東南可前往埤腳、新興北部、土庫，並止於土庫圓環，也就是縣道145甲線起點路口暨鄉道雲173線起點路口。
鄉道雲109線是溪底至子茂的道路，其東南側端點（終點）位於本地區南部子茂聚落的縣道160號路口。由此向北北東轉西北西再轉北蜿蜒而行，出聚落後轉北北東，經三坎店聚落東側的鄉道雲100線左側路口後與其共線約30公尺，經右側路口後獨行，出境後可前往後湖、山子內地區北端並止於舊省道台19線（三民路）路口（後湖地區的溪底聚落西南郊）。

## 學校
- 和平國小